# هوارد كينزي
هوارد كينزي (بالإنجليزية: Howard Kinsey)‏ مواليد 3 ديسمبر 1899 في سانت لويس، الولايات المتحدة - الوفاة 26 يوليو 1966 في سان فرانسيسكو، كان لاعب كرة مضرب أمريكي بدأ مسيرته كمحترف سنة 1927 وكان يلعب باليد اليمنى، اعتزل اللعب في 1931. كما أنه أحد أبطال الجراند سلام. أعلى تصنيف له في الفردي كان المركز الـ 7 في سنة 1924.

## روابط خارجية
- هوارد كينزي على موقع رابطة محترفي التنس (الإنجليزية)
- هوارد كينزي على موقع أرشيف التنس.كوم (الإنجليزية)
- هوارد كينزي على موقع بطولة ويمبلدون (الإنجليزية)